# Chondrobasis levantina
Chondrobasis levantina is een slakkensoort uit de familie van de Hydrobiidae. De wetenschappelijke naam van de soort is voor het eerst geldig gepubliceerd in 2001 door Ramos & Arconada.